# Juan Quero Barroso
Juan Quero Barraso (Vallecas, Madrid, 17 d'octubre de 1984) és un futbolista madrileny, que ocupa la posició de davanter.

## Trajectòria
Després de passar per les categories inferiors del Reial Madrid, recala al modest DAV Santa Ana. L'estiu del 2005 marxa a l'AD Alcorcón, de Segona B. La temporada campanya 06/07 fitxa pel Polideportivo Ejido, però la Federació Espanyola de Futbol va dictaminar que l'acord no era legal i retorna a l'Alcorcón.
La temporada 07/08 signa pel CD Numancia. Eixe any els sorians pugen a primera divisió, i el vallecà contribueix amb tres gols en 28 partits, la majoria de suplent. A la màxima categoria disputa 25 partits amb els castellans, de nou sent suplent en gairebé tots els partits.
L'estiu del 2009 fitxa pel Rayo Vallecano.